# جونقان
جونقان (بالفارسية: جونقان) هي مدينة تقع في إيران في البلدة المركزية. يقدر عدد سكانها بـ 14,660 نسمة .